# Journal of Acquired Immune Deficiency Syndromes
Das Journal of Acquired Immune Deficiency Syndromes, abgekürzt J. Acq. Imm. Def., ist eine wissenschaftliche Fachzeitschrift, die vom Lippincot Williams & Wilkins-Verlag veröffentlicht wird. Die Zeitschrift wurde 1988 gegründet und erscheint derzeit fünfzehnmal im Jahr. Es werden Arbeiten zur Epidemiologie, Vorbeugung, Grundlagenforschung sowie klinischen Forschung zum Thema HIV und AIDS veröffentlicht.
Der Impact Factor lag im Jahr 2014 bei 4,556. Nach der Statistik des ISI Web of Knowledge wird das Journal mit diesem Impact Factor in der Kategorie Immunologie an 29. Stelle von 148 Zeitschriften und in der Kategorie Infektionskrankheiten an zwölfter Stelle von 78 Zeitschriften geführt.
Chefherausgeber sind David D. Ho (Aaron Diamand AIDS Research Center, New York, Vereinigte Staaten von Amerika), Paul A. Volberding (University of California, San Francisco, USA) und William A. Blattner (University of Maryland, Baltimore, USA).